# Dicranoloma nematosum
Dicranoloma nematosum là một loài rêu trong họ Dicranaceae. Loài này được Broth. & Geh. Paris mô tả khoa học đầu tiên năm 1904.